# I Know There’s Something Going On
Az I Know There’s Something Going On című dal a svéd énekesnő Anni-Frid Lyngstad 1982. augusztus 20-án megjelent első kimásolt kislemeze a Something's Going On című albumról. A dal világsláger volt, és több slágerlistára is felkerült.

## Története
A felvételt az ABBA Polar Stúdiójában Stockholmban rögzítették 1982 februárjában. Ebben az időben volt egy kis ideje az ABBA mellett önálló karrierjére is koncentrálni, és Frida szeretett volna a tipikus ABBA hangzástól eltávolodni, és saját stílust szeretett volna. A dalt Russ Ballard és Phil Collins írta. A háttérénekben maga Collins is közreműködött.
Az 1982 őszén megjelent kislemez nagy sikert hozott Frida számára. A francia kislemezlistán 1. helyezett volt, és öt hetet töltött a slágerlistán. Belgiumban, Svájcban, Costa Ricában és Európa nagy részén is slágerlistás helyezés volt, de Ausztráliában és Dél-Afrikában is Top 10-es találat volt. 1983 márciusában a Billboard Hot 100-as listán a 13. helyezett volt, ahol összesen 29. hétig volt slágerlistás helyezés. Bár a dal nem volt benne a legjobb tíz helyezett között az Egyesült Államokban, a Billboard mégis beválasztotta az 1983. évi 20. legnépszerűbb dal közé. Az Egyesült Királyságban viszont nem volt túl népszerű a dal, így csupán a 43. helyet érte el, és hét hetet töltött a Top 75-ben.
A Frida - The DVD-n is látható az album és a dalok előkészülete, felvétele egy 1 órás dokumentumfilmben, mely a teljes felvételi folyamatot bemutatja, melyet a svéd televízió készített. A dokumentumfilmben Lyngstad, Collins, Björn és Benny is megszólal, valamint a résztvevő zenészek is hallhatóak.

## Megjelenések
12"  Franciaország Vogue – 310952
- A	I Know There's Something Going On	5:27
- B	Threnody	4:16

## Videóklip
A dalhoz készült klipet Stuart Orme rendezte, és 1982 július elején Londonban, valamint Anglia több helyszínén forgatták. A történet szerint Frida egy fotómodellt alakít, akit a fotókon keresztül férje vagy szeretője egy más nőnek látja.

## Slágerlista
| Slágerlista (1982–83)                 | Legjobb helyezés |
| ------------------------------------- | ---------------- |
| Australia (Kent Music Report)         | 5                |
| Ausztria (Ö3 Austria Top 40)          | 13               |
| Belgium (Ultratop 50 Flanders)        | 1                |
| Canada (RPM 50 Singles)               | 30               |
| Costa Rican Singles Chart             | 1                |
| Hollandia (Single Top 100)            | 3                |
| Finnish Singles Chart                 | 7                |
| France (SNEP)                         | 4                |
| Italian Singles Chart                 | 7                |
| Norvégia (VG-lista)                   | 3                |
| Polish Singles Chart                  | 3                |
| South African Singles Chart           | 5                |
| Svédország (Sverigetopplistan)        | 3                |
| Svájc (Schweizer Hitparade)           | 1                |
| Egyesült Királyság (UK Singles Chart) | 43               |
| US Billboard Hot 100                  | 13               |
| Németország (Media Control Charts)    | 5                |

| Slágerlista (1982)            | Helyezés |
| ----------------------------- | -------- |
| Australia (Kent Music Report) | 50       |
| Netherlands                   | 46       |

| Slágerlista (1983)   | Helyezés |
| -------------------- | -------- |
| US Cash Box          | 90       |
| US Billboard Hot 100 | 20       |

## Közreműködő előadók
- Frida - ének
- Phil Collins - dobok, háttérének, producer
- Daryl Stuermer - gitár
- Mo Foster - basszus
- Peter Robinson - billentyűs hangszerek

## Feldolgozások
- 1992-ben az olasz disco csapat Co.Ro feldolgozta a dalt, és megjelentette kislemezen.
- 1998-ban az N’Time Vs Larry N’Mike - „What’s Going On” címmel jelentette a dal rap változatát.
- 2002-ben a finn breakbeat csapat Bomfunk MC’s és Jessica Folcker saját változatát készítette el.
- Az amerikai elektronikus rock zenekar 2006-ban a Luxxury a dal saját változatát vette fel, mely felkerült saját Rock and Roll is Evil című albumukra.
- 2006-ban a Tre Lux nevű csapat aZ A Strange Gathering című albumára készítette el saját változatát.
- 2007-en a német Wild Frontier Bite The Bullet című albumán szerepelt a dal saját változatukban.
- 2009-ben az amerikai Sleepthief készítette el saját feldolgozásukat, melyben Roberta Carter-Harrison énekesnő is közreműködött.
- 2011-ben a svéd heavy metal csapat Overdrive saját változatát készítette el a dalnak, mely Angelmaker című albumukon hallható.
- 2014-ben az amerikai producer Straight-P Elan Coelle közreműködésével vette fel a dalt.
- 2015-ben a norvég DJ és producer Hans-Peter Lindstrøm saját remix változatát készítette el a dalnak.[20]
- 2016-ban a norvég heavy metal  énekes  Jørn Lande készítette el feldolgozását, mely Heavy Rock Radio című feldolgozás albumán hallható.

## Hangminták
- 1988-ban az amerikai hip-hop trio Salt-N-Pepa használta fel a dal gitár riffjeit az I Gotcha című dalában.
- 2002-ben a finn Bomfunk MC’s a dalban szereplő „Crack It” nevet használta fel.
- 2007-ben a Foo Fighters használta fel a dob vonalakat.
- 2009-ben a dal alapjait a kanadai hip-hop előadó k-os használta fel Exe Know Something című dalában.